# Era Eletrofraca
A Era Eletrofraca foi uma era na formação do Universo, de 10-36 a 10-12 segundos depois do big-bang. Durante esta era, a força  eletromagnética e a força nuclear fraca estavam unificadas na força eletrofraca.
Esta era foi precedida pela Era da Grande Unificação. Na era seguinte, a Era Quark, o Universo era composto por quarks e antiquarks.